# Kaito Yamamoto
Kaito Yamamoto (jap. 山本 海人 Yamamoto Kaito; ur. 10 lipca 1985) – japoński piłkarz. Obecnie występuje w JEF United Chiba.

## Kariera klubowa
Od 2004 do 2016 roku występował w klubach Shimizu S-Pulse i Vissel Kobe. Od 2017 roku gra w zespole JEF United Chiba.

## Kariera reprezentacyjna
Został powołany do kadry na Igrzyska Olimpijskie w 2008 roku.